# Sorbus budaiana
Sorbus budaiana är en rosväxtart som beskrevs av Karpati. Sorbus budaiana ingår i släktet oxlar, och familjen rosväxter. Inga underarter finns listade i Catalogue of Life.